# Gérard Castonguay
Pour les articles homonymes, voir Castonguay.
 (décembre 2014).
Gérard Castonguay, né le 21 décembre 1933 à Montréal (Québec), est un peintre canadien.

## Biographie
Gérard Castonguay est formé et diplômé de l'École du Meuble de Montréal, de l'académie royale des arts du Canada, et de l'École des Arts Graphiques.
Il travaille comme graphiste-concepteur-illustrateur avant de se consacrer exclusivement à la peinture à partir des années 1980. Sa vision de l’imaginaire le situe entre deux styles, le surréalisme et le figuratif.
Gérard Castonguay est caractérisé par ses personnages démesurés où il combine couleurs, compositions et lumières. L’inclinaison de ses plans lui permet d’offrir de réels dynamismes à ses œuvres, qui selon lui, reflète parfaitement sa personnalité. Il considère ainsi que son travail est le résultat de son expérience.

## Expositions
- 1984 — La Chasse Galerie, Montréal (Canada)
- 1985 — Auberge North Hatley, North Hatley (Canada)
- 1986 — Exposition Juive de Laval, Laval (Canada)
- 1987 — Église St-Eustache, Saint-Eustache (Canada)
- 1987 — Galerie Signature, Montréal (Canada)
- 1988 — Galerie de la Gare, Saint-Lambert (Canada)
- 1988-89 — Galerie L. Bazinet, Montréal (Canada)
- 1989 — Complexe Guy Favreau, Montréal (Canada)
- 1990 — Galerie de la Gare, St-Lambert (Canada)
- 1990 — Galerie le Relais des Époques, Montréal (Canada)
- 1990 — Galerie Miroir des Arts, Montréal (Canada)
- 1991 — Galerie d'Art Lune Bleue, Laval (Canada)
- 1991 — Galerie Josée Tillmant, St-Sauveur (Canada)
- 1991 — Galerie P. Labrecque, Trois-Rivières (Canada)
- 1991-92 — Young Fox Gallery, Toronto (Canada)
- 1992 — Galerie Josée Tillmant, St-Sauveur (Canada)
- 1992 — Galerie le Relais des Époques, Montréal (Canada)
- 1992 — Galerie Myrka Bégis, St-Lambert (Canada)
- 1993 — Dimension Plus, Toronto (Canada)
- 1993 — Galerie d'Art Ile des Moulins, Terrebonne (Canada)
- 1993 — S.N.B.A. biennale, Paris (France)
- 1995 — Printziples Fine Art, Toronto (Canada)
- 1996 — Rockfeller Center, New York (États-Unis)
- 1997 — Galerie McLaren Barnes, Oakville (Canada)
- 1998 — Galerie Michel-Ange, Montréal (Canada)
- 1999 — Maison des Arts et de la Culture, Saint-Jean-sur-Richelieu (Canada)
- 1999 — The Collector’s Gallery, Calgary (Canada)
- 2000 — Art Expo New York, New York (États-Unis)
- 2000 — Galerie Michel-Ange, Montréal (Canada)
- 2002 — Galerie Michel-Ange, Montréal (Canada)
- 2002 — State of the Art Gallery, Toronto (Canada)
- 2003 — State of the Art Gallery, Toronto (Canada)
- 2004 — Le Relais des Arts, Stanbridge, Québec
- 2005 — Galerie Michel-Ange, Montréal (Canada)
- 2008 — Stephen Lowe Gallery, Calgary (Canada):
- 2008-2006 — Galerie Michel-Ange, Montréal (Canada)

## Collections[1]
- Opsis Communications
- Paul Bourget Inc.
- Banque nationale de Paris, Montréal
- Produits Forestiers Alliance, Montréal
- Maxon, Montréal
- Publicité Martin inc.
- Consultem, Montréal
- Collection du journal Le Nouvelliste, Trois-Rivières
- ACEL, Ottawa
- Marouzin, Japon
- Tours Mont-Royal, Montréal
- Chartrand & Chartrand, Montréal
- S.I.T.Q.
- Desjardins Ducharme, Montréal
- Ordre des Ingénieurs, Montréal
- Nortel
- Fondation J. Armand Bombardier
- Fiducie Desjardins, Montréal
- Assurances canadiennes des personnes
- Remax 2000 Inc., Dorval
- Caisse Populaire St-Hyacinthe
- Caisse Populaire de Nicolet

## Œuvres visible à la Galerie Michel-Ange
Liste des œuvres visible à la Galerie Michel-Ange :
- Village sans frontières
- Apparence variable
- Masquerouge
- Dans l'action
- Maisons de la butte
- Maisons des Vallons
- Occuper les lieux
- 400e ville de Québec
- Terre de rochers
- Rendez-vous d'amour
- Rossignol
- Bouquet spontané
- Tous ensemble
- Les trois bouleaux
- Devant chez-soi
- Jardin de l'oubli
- Regard caché
- Un coup de main
- Arrivée soudaine
- Passe le vent
- Musique et transparence
- Un pas en avant
- Dans l'imaginaire
- Projection d'avenir
- Sans limite
- S'éloigner
- Hauteur de vues
- River ensemble
- Village imaginaire
- Zone d'attraction
- Énigme
- Recherche de la vie
- Perchoir

## Prix et distinctions
Gérard Castonguay a reçu divers prix :
- En 1987  le second prix du Grand Prix canadien en peinture ;
- En 1989, le 3e prix, du Grand Prix canadien en peinture. Cette même année, l'une de ses œuvres est sélectionnée pour exposition à New York ;
- En 1993 : le prix du salon Biennal de la Société National des Beaux-Arts de France.

## Parutions
- Agenda Art Québec 2007, 2008 et 2009, Utilis
- Entrevue et page couverture pour Magazine Parcours, octobre 2005
- Article Magazin’art, automne 2003
- « La peinture au Québec depuis les années 60 » Robert Bernier, novembre 2002
- Magazin’art, automne 2002
- Parcours, « Géométrie et perspective », avril 2002
- Sélection d’une œuvre afin d’illustrer la couverture du Reader’s Digest en 1999.
- L. Bruens, Investir dans les œuvres d’art, Éditions La Palette, Montréal, 1998
- Parution dans l’œuvre “Bâtisseur de rêves”, hommage à Félix Leclerc
- Œuvres choisies pour couvertures de livres universitaires, Éditions Gaétan Morin
- “Côté jardin”, dans Magazin’Art, Montréal, no 4
- Entrevue émission télé « arts au pluriel », mai 1993
- Entrevue Magazine Parcours, mars 1994
- Guide Vallée, 1989 et 1993